# Tetrastichus muricolaris
Tetrastichus muricolaris is een vliesvleugelig insect uit de familie Eulophidae. De wetenschappelijke naam is voor het eerst geldig gepubliceerd in 1949 door Ghesquière.